# Microsoft Photo Editor
Microsoft Photo Editor este o componentă de editare grafică raster a Microsoft Office pentru prima dată inclusă în Microsoft Office 97. Dispune de instrumente de editare pentru texturi, a regla gamma și a adăuga transparență imaginilor GIF. A fost înlocuită în Microsoft Office 2003 de Microsoft Office Picture Manager, deși multe funcții Photo Editor nu erau disponibile în Picture Manager.

## Probleme
Versiunile anterioare ale Microsoft Photo Editor, inclusiv versiunea inclusă împreună cu Office 2000, nu păstrează metadatele din imaginile JPEG ale camerei digitale. Versiunea Office 2000 stabilește metadatele rezoluției de afișare a fișierelor BMP la 0 la 0, indiferent de ce rezoluție este setată prin interfața programului.
Versiunea 3.0.2.3 și versiunile anterioare au o limită de rezoluție de 10 megapixeli. Fișiere BMP bitmap mari pot fi deschise în Microsoft Photo Editor 3.0.2.3, precum și, de ex. o imagine JPEG de 4000 × 2578 (10,3 megapixeli), de 15 MB.
Versiunea 3.01 are o problemă în care, în anumite circumstanțe, programul se deschide minimalizat, fără a se putea maximiza acest lucru. Soluția este de a șterge intrarea "InitialPosition" în următoarea locație Registru Windows:
```
HKEY_CURRENT_USER\Software\Microsoft\Photo Editor\3.0\Microsoft Photo Editor
```

Următorul script poate fi salvat ca fișier .reg pentru a remedia problema în Windows XP și versiuni ulterioare:
```
Windows Registry Editor Version 5.00

[HKEY_CURRENT_USER\Software\Microsoft\Photo Editor\3.0\Microsoft Photo Editor]

"InitialPosition"
=
-

```